# واحد شلداگ

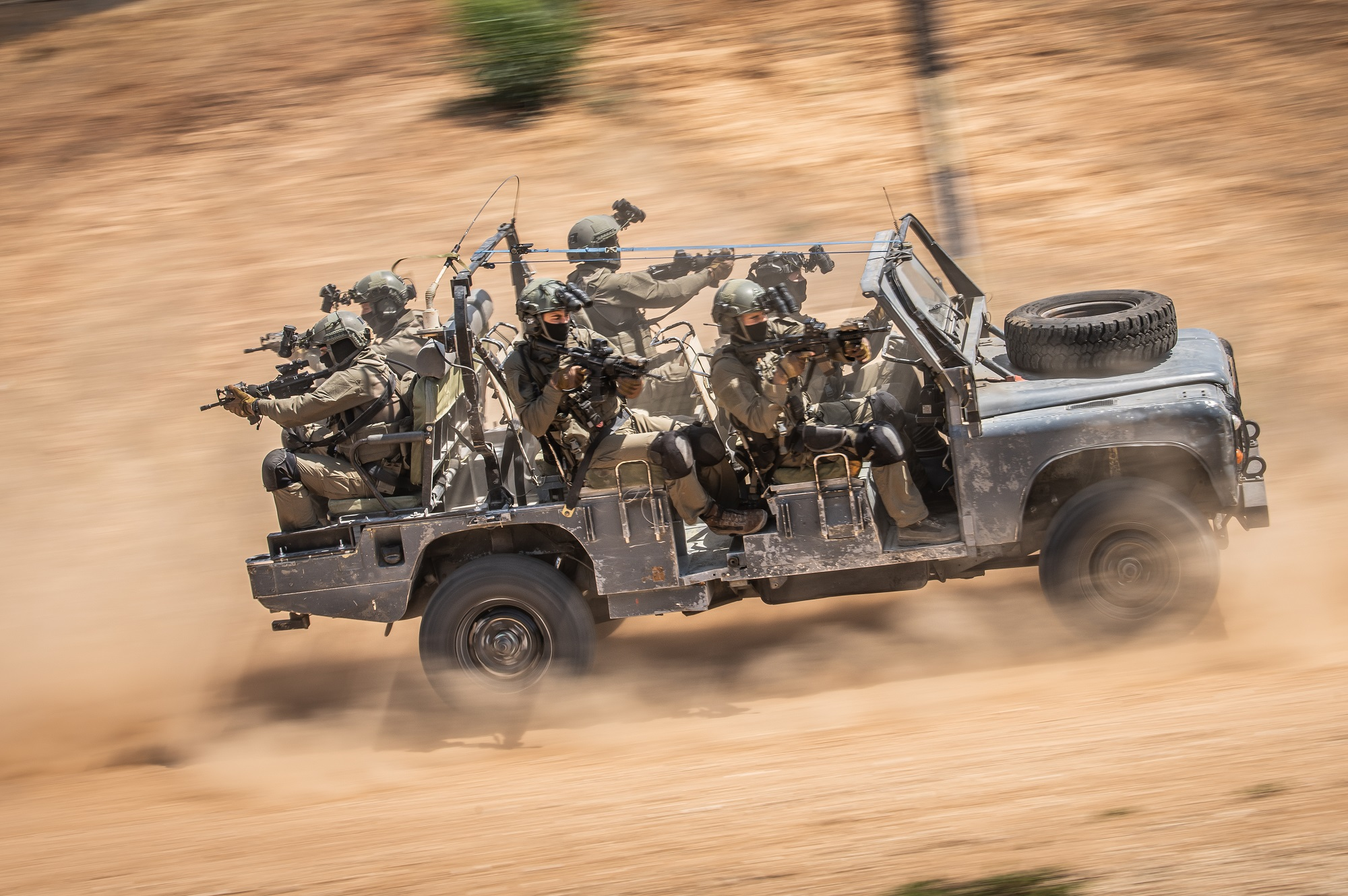
رزمایش واحد شلداگ

واحد شلداگ (عبری: שלדג‎) نیروهای ویژه تکاوری نیروی هوایی اسرائیل است، که در سال ۱۹۷۴ تأسیس شد. واحد شلداگ در جنگ ۱۹۸۲ لبنان، درگیری‌های جنوب لبنان، انتفاضه اول و انتفاضه دوم، عملیات باغ میوه و نبرد ۲۰۱۴ اسرائیل و غزه به‌عنوان یگان عمل‌کننده در نبرد شرکت داشت.
این واحد بخشی از بال ۷ اسرائیل از شاخه ویژه نیروهای هوایی است و در پایگاه هوایی پالماخیم مستقر است. این واحد توسط افسری با درجه سرهنگ دومی فرماندهی و کنترل می‌شود.
واحد شلداگ در عملیات مخفی، جستجو و نجات رزمی، حملات کماندویی، نجات گروگان، جنگ نامنظم، نفوذ دوربرد، عملیات اطلاعاتی نظامی، عملیات ویژه و شناسایی ویژه در خاک دشمن تخصص دارد.

## تاریخچه
واحد شلداگ در سال ۱۹۷۴، پس از جنگ یوم کیپور، توسط موکی بتسر، یکی از کهنه سربازان سایرت متکل که چندین کهنه سرباز متکل را با خود آورده بود، تأسیس شد. این یگان در ابتدا به عنوان یک گروهان ذخیره سایرت متکل فعالیت می‌کرد، اما در نهایت به نیروی هوایی اسرائیل منتقل شد.
ماموریت شلداگ، استقرار مخفیانه در محیط‌های جنگی و خصمانه برای انجام شناسایی ویژه، ایجاد مناطق تهاجمی یا فرودگاه‌ها و همزمان انجام کنترل ترافیک هوایی و اقدامات کماندویی است. شالداگ از پایگاه هوایی پالماخیم فعالیت می‌کند. سربازان این یگان تفنگ‌های تهاجمی ام۱۶ یا ام۴ کارباین مجهز به نارنجک‌انداز ام۲۰۳ حمل می‌کنند. برای مأموریت‌های ویژه، آنها تپانچه‌های سری ۹×۱۹ میلی‌متری گلوک و تفنگ‌های تک تیرانداز ماوزر را حمل می‌کنند.